# Hueypoxtla
Hueypoxtla är en mindre stad i Mexiko, och administrativ huvudort i kommunen med samma namn. Hueypoxtla ligger i norra delen av delstaten Mexiko. Staden hade 3 989 invånare vid folkräkningen 2010, och är det fjärde största samhället i kommunen.

## Galleri

Gata.
Valv.
San Bartolomé-kyrkan.